# Kernavė
Kernavė va ser una capital medieval, del Gran ducat de Lituània i avui dia és una atracció turística i un jaciment arqueològic (població 318, 1999). Està situat a la municipalitat districtual de Širvintos, situada al sud-est de Lituània. Una reserva cultural estatal lituana es va establir a Kernavė el 1989. El jaciment arqueològic de Kernavė es va incloure en la llista de Patrimoni de la Humanitat de la UNESCO des del 2004.